# Bonthainia elegans
Bonthainia elegans is een hooiwagen uit de familie Sclerosomatidae. De wetenschappelijke naam van Bonthainia elegans gaat terug op Roewer.